# Тата II
Тата II (д/н — бл. 1580 до н. е.) — суккуль-мах (верховний володар) Еламу близько 1600—1580 роках до н. е.

## Життєпис
Походив з династії Епартідів (Суккуль-махів). Ймовірно, син Кудузулуша II, який після сходження на трон близько 1600 року до н. е. призначив Тату суккалем Суз. 1600 року дон. е. після загибелі батька стає суккуль-махом.
Призначив суккалем Еламу і Симашкі (офіційним спадкоємцем) свого брата Атта-мерра-халкі. а суккалем Суз — Кук-наххунте (II).
Припускають, що протягом панування вів війни з Гулькішаром, царем Країни Моря, за важливе місто Дер з областю. Перебіг подій невідомий, але за табличками з Ларси відомо, що Гулькішар став володарем Деру.
Помер Тата II близько 1580 року до н. е. Йому спадкував брат Атта-мерра-халкі.